# 鹑雀维达雀
，是雀形目维达雀科的一种鸟类。

## 特征
鹑雀维达雀体重约12.04克，翼长约63.2毫米，喙宽度约3.6毫米，喙厚度约5.4毫米，嘴峰长约9.4毫米，跗蹠长约13.2毫米，尾长约40毫米。
鹑雀维达雀是留鸟，栖息在灌木林，它们是植食性动物，主要以植物的种子或坚果为食。它们零散地分布在冈比亚、马里、尼日利亚、喀麦隆北部和南苏丹东南部。